# Долженков, Игорь Павлович
Игорь Павлович Долженков (1914—1980) — инженер-полковник (28.03.1957) Советской Армии, участник Великой Отечественной войны, Герой Советского Союза (1943).

## Биография
Игорь Долженков родился 14 апреля 1914 года в Ташкенте в семье служащего. Окончил три курсы Всесоюзного заочного финансово-экономического института. Проживал в Москве, работал в различных строительных организациях. В 1936—1938 годах проходил службу в Рабоче-крестьянской Красной Армии. В декабре 1942 года он повторно был призван в армию. В 1943 году Долженков окончил курсы младших лейтенантов. С июля того же года — на фронтах Великой Отечественной войны. К октябрю 1943 года старший лейтенант Игорь Долженков командовал батареей 492-го истребительно-противотанкового артиллерийского полка 8-й истребительно-противотанковой артиллерийской бригады 51-й армии Южного фронта. Отличился во время освобождения Мелитополя.
17 октября 1943 года во время отражения немецкой контратаки подбил три вражеских танка. Когда во всей батарее осталось исправным лишь одно орудие, Долженков сам встал к нему и подбил ещё один танк. Вскоре батарея оказалась в окружении. Долженков, собрав оставшихся в живых артиллеристов, поднял их в атаку. В результате боя было уничтожено более 40 солдат и офицеров противника и ликвидирована угроза разгрома советских частей в этом районе.
Указом Президиума Верховного Совета СССР от 1 ноября 1943 года за «мужество и отвагу, проявленные в боях», старший лейтенант Игорь Долженков был удостоен высокого звания Героя Советского Союза с вручением ордена Ленина и медали «Золотая Звезда» за номером 2810.
После окончания войны Долженков продолжил службу в Советской Армии. В 1952 году он окончил Военную академию имени Ф. Э. Дзержинского. В 1970 году в звании полковника он был уволен в запас. Проживал в Москве, работал в НИИ. Умер 8 августа 1980 года.
Был также награждён орденами Красного Знамени, Александра Невского, Отечественной войны 1-й и 2-й степеней, Красной Звезды, рядом медалей.